# Poli Délano
Enrique Délano Falcón, más conocido como Poli Délano (Madrid, España, 22 de abril de 1936-Santiago de Chile, 10 de agosto de 2017), fue un escritor chileno.

## Biografía
Hijo del escritor Luis Enrique Délano y la fotógrafa Aurora (Lola) Falcón (1907-2000), nació en la capital española, donde su padre había llegado en 1934 a estudiar Letras e Historia del Arte en la Universidad de Madrid. El sobrenombre Poli se lo puso Pablo Neruda, cuando aún era un recién nacido en alusión a su gran tamaño y peso, al exclamar: «este niño es un Polifemo». Durante su infancia vivió en varios países, principalmente en México y Estados Unidos, donde su padre se desempeñó como cónsul de Chile en Ciudad de México (1940-46) y Nueva York (1946-49), respectivamente.
Poli Délano se casó con María Luisa Azócar, con quien tuvo dos hijas: Bárbara —socióloga y poetisa, falleció en un accidente aéreo en 1996. Cuadernos de Bárbara, libro con toda su poesía, recopilado y ordenado por su madre, María Luisa Azócar, ganó el Premio Altazor de las Artes Nacionales 2007— y Viviana.
En 1953 comenzó a estudiar pedagogía en inglés en la Universidad de Chile y seis años más tarde viajó a China con su esposa para trabajar como traductor. Publicó su primer libro, Gente solitaria, precisamente cuando estaba en Pekín en 1960 y al año siguiente obtuvo su primer Premio Municipal de Santiago.
Comenzó a enseñar literatura estadounidense en el Instituto Pedagógico de la Universidad de Chile en 1962, cargo que desempeñó hasta que se vio obligado a salir de su país en 1973, después del golpe militar de Augusto Pinochet. Desde muy joven fue militante del Partido Comunista de Chile.
Además de su prolífica obra literaria, incursionó en el cine, actuando en dos películas de Raúl Ruiz, ¿Qué hacer? (1970), filmada en la casa de los Délano en calle Valencia, y en Días de campo (2004).
Vivió exiliado en México entre 1974 y 1984, cuando regresó a Chile, donde residía últimamente, dedicado a escribir. De 1987 a 1988 presidió la Sociedad de Escritores de Chile. Varias de sus novelas y cuentos han sido traducidos al francés, inglés, ruso y otros idiomas. Sus libros fueron publicados en varios países, principalmente en México, Chile, Argentina y Cuba.
Su segundo matrimonio fue con Luisa Percker Fuenzalida, en octubre de 1993, alianza que duró hasta el día de su muerte.
Desde la época de su exilio en México, y luego de su regreso a Chile, dirigió talleres literarios. Por ellos pasaron escritores como Rafael Ramírez Heredia, y Marcel Sisniega en México, y Marcelo Leonart y Gianfranco Rolleri en Chile.
Parte de su biografía, en mayor detalle, se encuentra en algunos libros: el nacimiento de Poli Délano en Madrid, en plena guerra civil española, se narra en el libro "Sobre todo Madrid", escrito por su padre, Luis Enrique Délano. Pasajes de la infancia de Poli Délano, se pueden leer en los libros de su autoría: "Policarpo y el tío Pablo", y "Policarpo en Manhattan". Su etapa de adolescencia en Estados Unidos, también está recogida en sus "Memorias Neoyorquinas". El periodo de sus estudios universitarios  en el Instituto Pedagógico de la Universidad de Chile en los años cincuenta, está parcialmente recogida en su última novela "Un ángel de abrigo azul", publicada el año 2016, que también retrata a otros escritores con los que Poli Délano compartió esos años, como el poeta Jorge Tellier. Su viaje a África a principios de la década del 70, se describe el "Lo primero es un morral".
El escritor, falleció la noche del 10 de agosto de 2017, en el Hospital del Tórax, en Santiago de Chile.

### Cuentos
- Gente solitaria, Ediciones Mazorca, Santiago, 1960; contiene 7 cuentos:
  - Casimir; Sermón en el bus; El espejo; Final; El boleto de lotería; Al caer la noche y La frontera
- Amaneció nublado, Sociedad de Escritores de Chile, Ediciones Alerce, 1962; contiene 8 cuentos:
  - Pero la vida; Adiós, Zacarías Díaz; Un 'patín', un 'Mateo' y los 'verdes'; Amaneció nubiado;  Un drama corriente; Extraño goce; Un pañuelo de seda y La voz la sangre
- Los mejores cuentos de Poli Delano, selección y ordenación de Alfonso Calderón; Editorial Zig-Zag, Santiago, 1969
- Vivario, Editorial Huda, Santiago, 1971; contiene 15 cuentos
  - Más acá de las nubes; Como buen chileno; Lloró la milonga; Yesterday; Las arañas; Ábranme la puerta; Adiós a la Candelaria; Anestesia; Ser alguien; Estribo amargo; Felices; Su mañana; No me culpe; La quimera del oro y Bajo la ducha
- Cambio de máscara, Casa de las Américas, La Habana, 1973; contiene 6 cuentos:
  - Cambio de máscara; Consultorio sentimental; La lluevia sobre el metal; Terremoto; Las vacas flacas y El apocalipsis de Daniel Zañartu
- Como buen chileno, Centro Editor de América Latina, Argentina, 1973; contiene 10 cuentos:
  - Como buen chileno; Un 'patín', un 'mateo' y los 'verdes'; Uppercut; Lloró la milonga; Cuadrilátero; Las arañas; ¿Te dormiste?; Estribo amargo; Su mañana y Bajo la ducha
- Sin morir del todo, México, 1975
- Dos lagartos en una botella, J. Mortiz, Serie del Volador, México, 1976; contiene 10 cuentos:
  - Morir en Guanajuato; Dos lagartos en una botella; Alacrán negro; Muchos señores calvos y sin bigote; Un leopardo en la cumbre de un volcán; La viajera risueña; Vodka; Presuicidio en el mar; El esqueleto de un dinosaurio y El mar
- La misma esquina del mundo, Premia, México, 1981
- 25 años y algo más, con prólogo de Alfonso Calderón; Alfa, Santiago, 1985. Dividido en 5 partes; contiene:
  - 1. RECORDANDO CON IRA: Como la hiena; El mar; La misma esquina del mundo; Marionetas
  - 2. VOLVER A LOS DIECISIETE: Estribo amargo; Tan sólo un fin de semana; Las arañas; Uppercut
  - 3. LAS FLORES DEL HUERTO: Las lluvias; Adiós, Zacarías Díaz; ¿Te dormiste?; Pero la vida; Lloró la milonga
  - 4. VAGANDO POR OTROS MUNDOS: Como buen chileno; Vodka; Un leopardo en la cumbre de un volcán; Alacrán negro
  - 5. LOS ROSTROS OCULTOS: Cambio de máscara; Yesterday; Dos lagartos en una botella; A1 caer la noche; Let it be; El apocalipsis de Daniel Zañartu; El aardvark; Tiburón, tiburón; Morir en Guanajuato
- Como una terraza en la quebrada, Galinost, Santiago, 1987
- Un leopardo en la cumbre de un volcán (Cuba, 1989)
- Cuentos escogidos (México, 1994)
- Cuentos (Chile, 1996)
- Solo de Saxo, Grijalbo, México, 1998
- Rompiendo las reglas: cuentos casi completos, Grijalbo, México, 2001
- El tejón traicionero, México, Conaculta, 2002
- Por las calles del mundo, 15 cuentos; Mago editores, Santiago, 2009
- Cuentos del exilio, LOM, Santiago, 2010
- Hermosas bestias salvajes, Mago Ediciones, Santiago, 2012
- Según pasan los años, antología de 17 cuentos; compilación y prólogo: John J. Hassett; Ceibo, Santiago, 2014

### Novelas
- Cero a la izquierda, Editorial Zig-Zag, Santiago, 1966
- Cambalache, Nascimento, Santiago, 1968
- En este lugar sagrado, México, 1977 (Catalonia, Santiago, 2014)
- Piano-bar de solitarios, México, 1983 (RIL, Santiago, 2005)
- El hombre de la máscara de cuero, Chile, 1984 (Atenea-Galinost, Santiago, 1989)
- El verano del murciélago, novela corta, Sin Fronteras, Santiago, 1986
- Como si no muriera nadie, Planeta, Santiago, 1987
- Casi los ingleses de América, Planeta, Santiago, 1990
- Muerte de una ninfómana, LOM, Santiago, 1996; contiene 4 novelas cortas:
  - Los caminos de una víbora, Aria para la cuerda de sol, Muerte de una ninfómana y El verano del murciélago
- Humo de trenes (Chile, 1997)
- En este lugar sagrado, Grijalbo, México, 1998
- La cola, Grijalbo, México, 1999
- Este banco del parque, Mondadori, México, 2002
- El amor es un crimen, Planeta, Santiago, 2005
- La película clara, Ediciones del Ermitaño, 2005
- Estás ahí, Andrés Bello, Santiago, 2005; tres novelas breves:
  - Estás ahí, El rayo verde y El verano del murciélago
- Y tú no me respondes, Mondadori, Santiago, 2010
- Afuera es noche, Ceibo, Santiago, 2014
- La broma de una mantis religiosa, Ceibo, Santiago, 2016
- Un ángel de abrigo azul, Ceibo, Santiago, 2016

### Otros
- Lo primero es un morral: notas de un viaje al África (Chile, 1972)
- Entre la pluma y la pared, UNAM, México, 1999
- Policarpo y el tío Pablo, Editorial Sudamericana, (Chile, 2004)
- Memorias neoyorquinas (Chile, 2009)
- Policarpo y el camino del diablo, Editorial Sudamericana, (Chile, 2011)
- Policarpo en Manhattan, Editorial Zig Zag, (Chile, 2016)

### Como editor, antólogo o compilador
- Cuentos mexicanos (Chile 1996)
- Cuento chileno contemporáneo: breve antología, UNAM, México, 1999
- Cuentos centroamericanos, Barcelona, Andrés Bello, 2000
- Diez grandes cuentos chinos, Santiago, Andrés Bello, 2000
- Después del 11 de septiembre: narrativa chilena contemporánea, Ficticia, México, 2003
- El Taller de Poli Délano, Espora, Chile, 2017

## Premios
- Premio Municipal de Literatura de Santiago 1961 por Gente solitaria
- Premio Alerce 1962 por Amaneció nublado
- Premio Municipal de Literatura de Santiago 1969 por Cambalache
- Premio Casa de las Américas 1973 por Cambio de máscara
- Premio Nacional de Cuento 1975 (México) por Dos lagartos en una botella
- Premio Municipal de Literatura de Santiago 1985 El hombre de la máscara de cuero
- Finalista del Premio Altazor 2000 con La cola
- Finalista del Premio Altazor 2002 con Rompiendo las reglas: cuentos casi completos
- Finalista del Premio Altazor 2006 con El amor es un crimen
- Finalista del Premio Altazor 2010 de Ensayo con Memorias neoyorquinas